# تپه اقماری ابرغان
تپه اقماری ابرغان مربوط به سده‌های میانه دوران‌های تاریخی پس از اسلام است و در شهرستان سرآب، بخش مرکزی، دهستان ابرغان، روستای ابرغان واقع شده و این اثر در تاریخ ۱۵ دی ۱۳۸۷ با شمارهٔ ثبت ۲۳۹۲۸ به‌عنوان یکی از آثار ملی ایران به ثبت رسیده است.